# Молочна (притока Росі)
Моло́чна — річка в Україні, в межах Жашківської міської громади Уманського району Черкаської області та Тетіївської міської і Володарської селищної громад Білоцерківського району Київської області. Права притока Росі (басейн Дніпра).

## Опис
Довжина 35 км, площа басейну 359 км². Річна типово рівнинна. Долина коритоподібна, завширшки до 2 км, завглибшки до 30 м. Заплава місцями заболочена, завширшки до 300 м. Річище слабозвивисте, завширшки до 10 м. Похил річки 2,3 м/км. Є кілька ставків.

## Розташування
Молочна бере початок у південно-західній частині села Кривчунка. Тече спершу на північ, далі — на північний захід (місцями на північ). Впадає до Росі при північній частині села Зрайки за 260 км від її гирла..

## Притоки
- Потайничка - струмок у селі Зрайки.[1]
- Криштовиха
- Медунка - ліва притока у Тетіївській міській громаді Білоцерківського району Київської області. Бере початок на південно-західній околиці села Ненадиха. Тече переважно на північний схід через село П'ятигори і впадає в річку Молочну, праву притоку річки Росі.[2]
- Брід - притока між селами П'ятигори і Галайки.[3]
- Виселчаний ставок - притока у селі Галайки.[4]
- Кулішівка - права притока у Тетіївській міській громаді Білоцерківського району Київської області. Бере початок на північний-захід від села Тихий Хутір. Тече переважно на захід через село Одайпіль і впадає в річку Молочну в селі П'ятигори.[5]
- Зарубанка (Молочний) - ліва притока у Тетіївській міській громаді. Бере початок у селі Горошків, тече спочатку на північний схід, перетинає село Тайниця і повертає на північ і впадає у Молочну між селами Олександрівка і П'ятигори.[6][7]

## Галерея

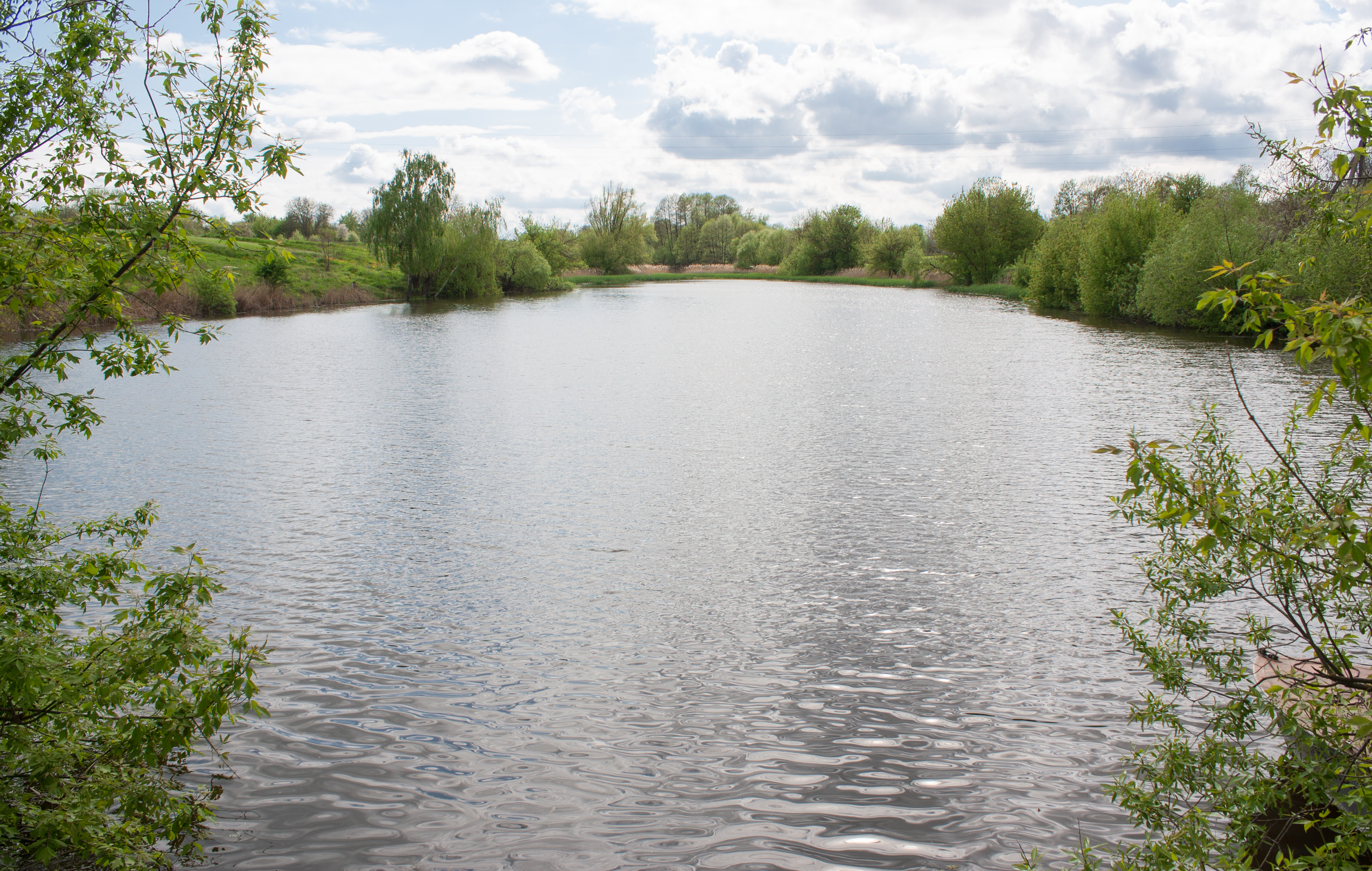
Ставок на річці в селі Кривчунка
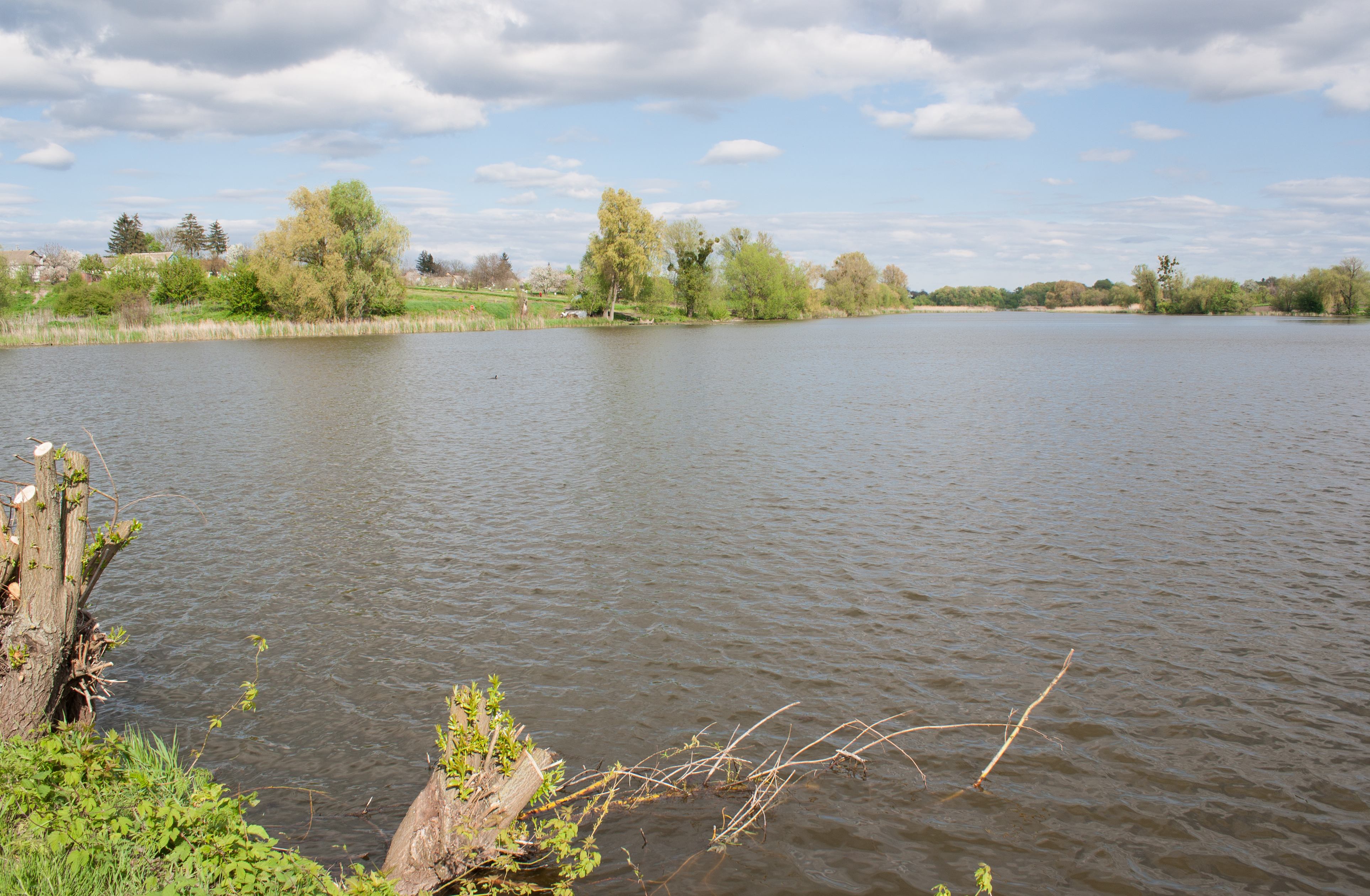
Ставок на річці в селі Олександрівка
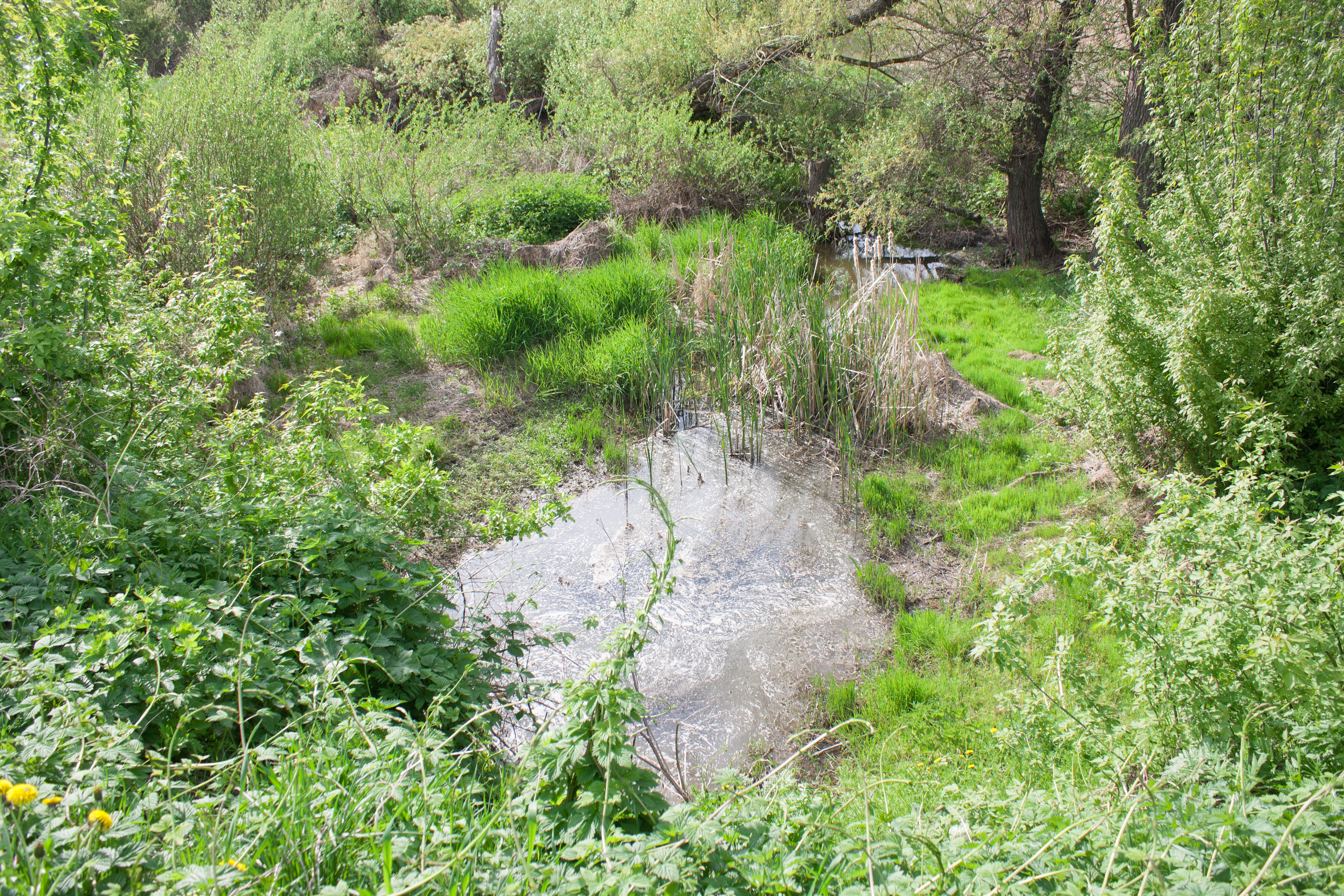
Річка в селі Олександрівка
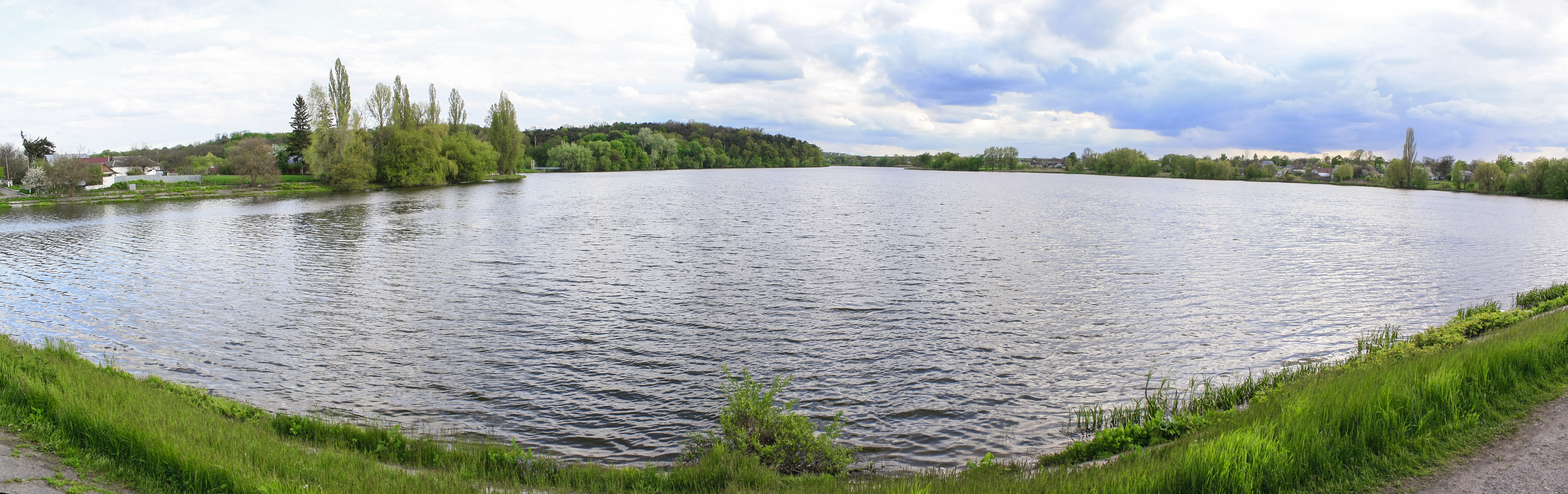
Ставок на річці в селі П'ятигори
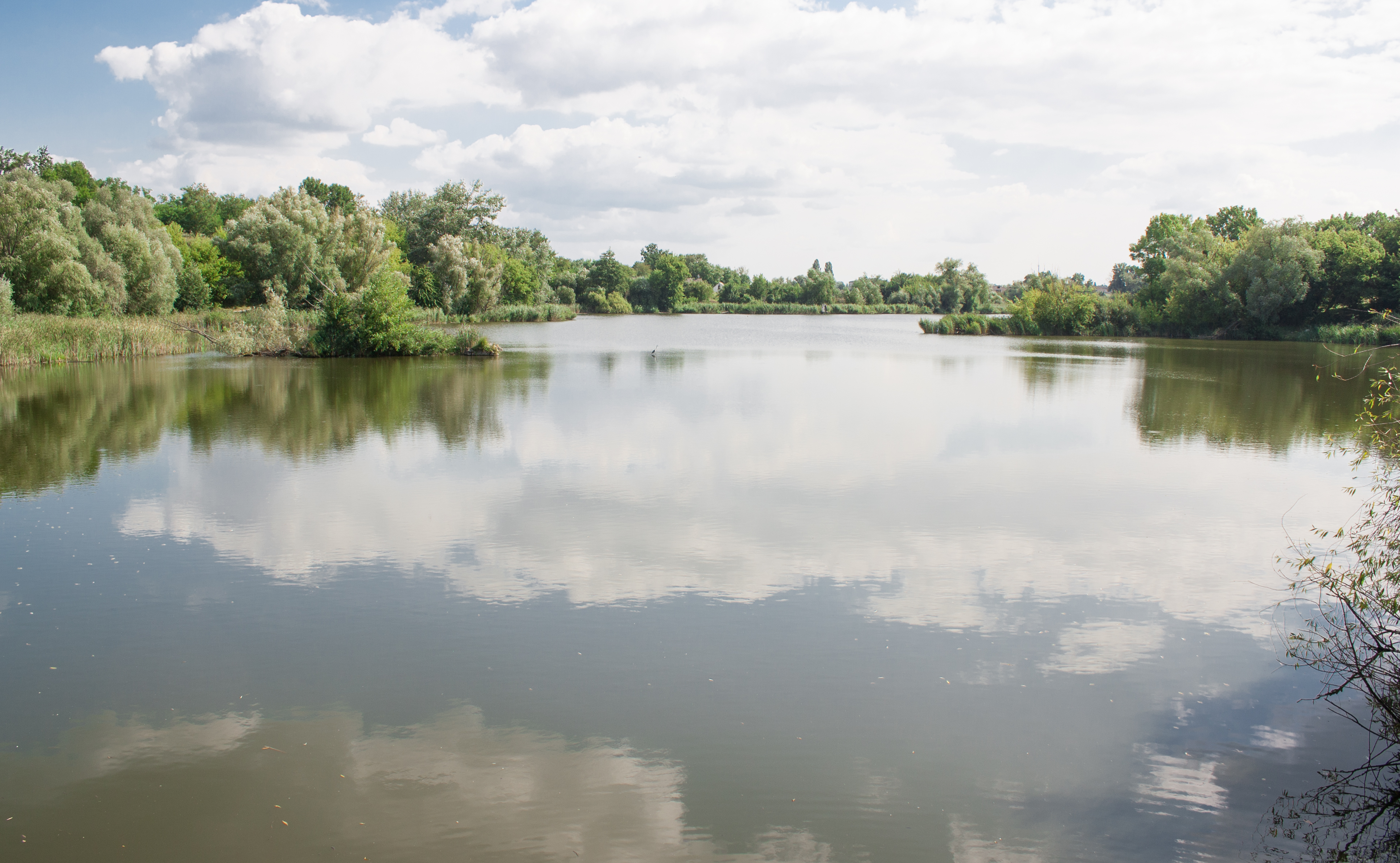
Ставок на річці в селі Галайки
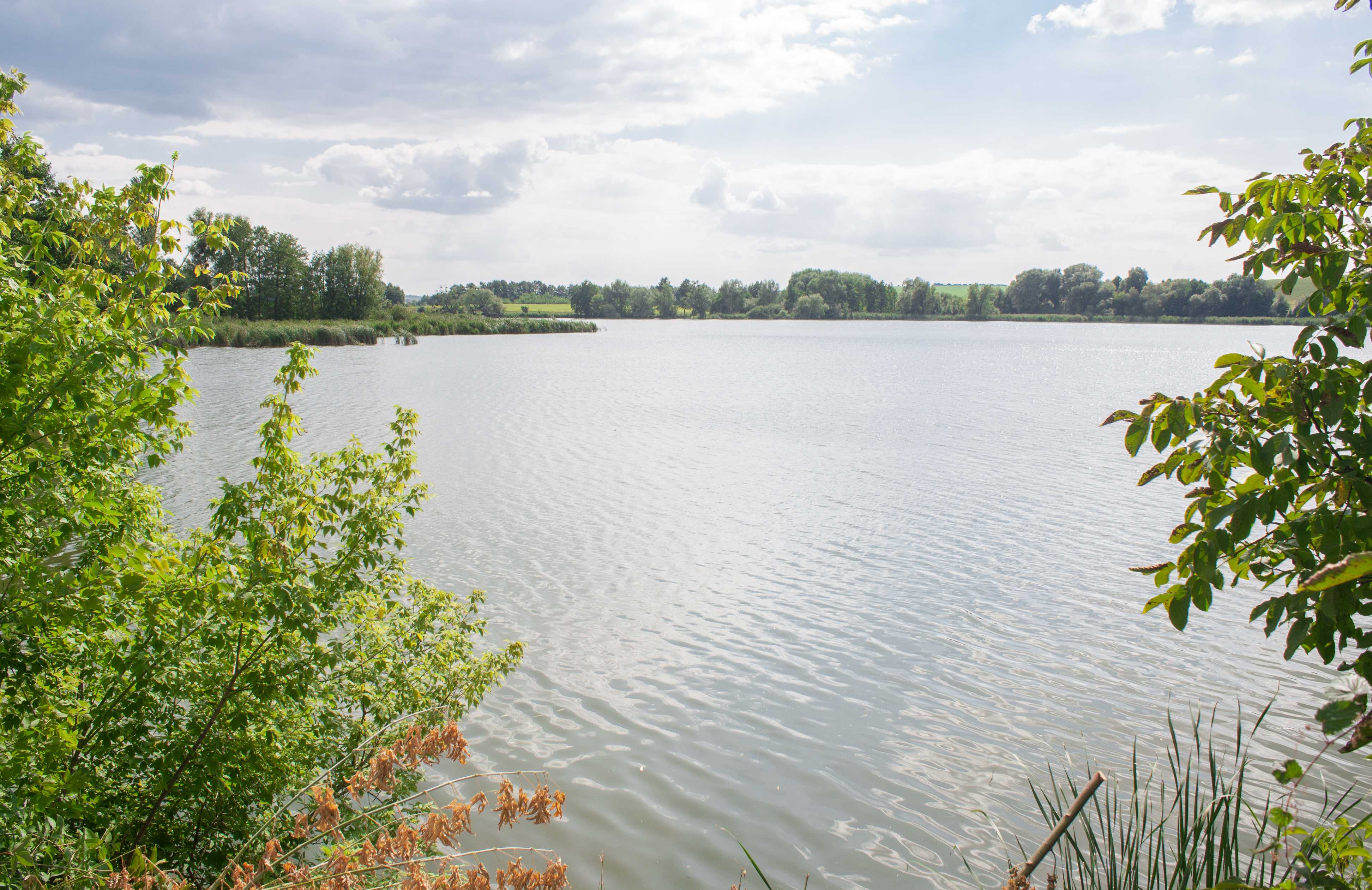
Ставок на річці в селі Лобачів
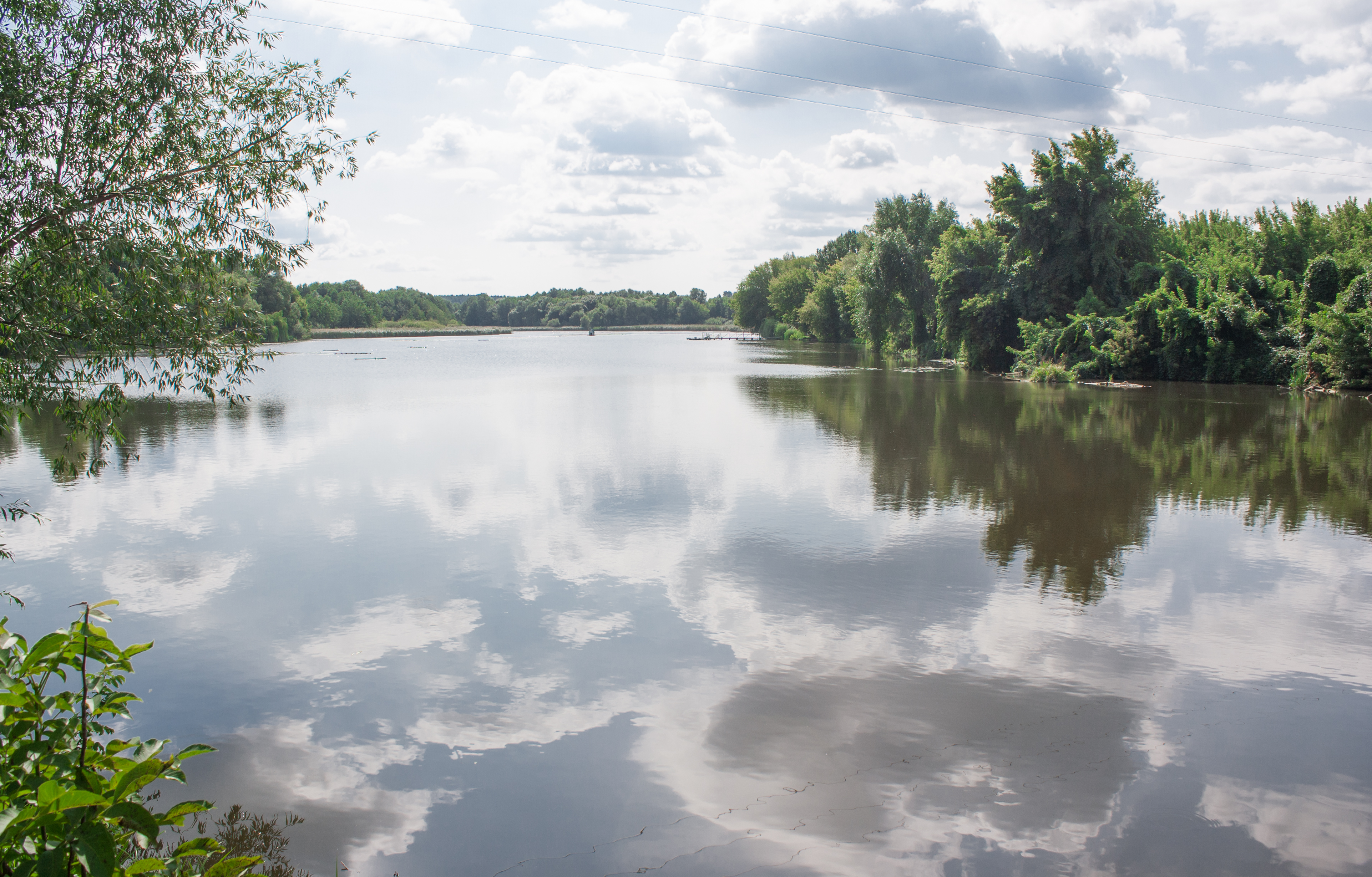
Ставок на річці в селі Зрайки